# インディ・ジョーンズ/クリスタル・スカルの王国
『インディ・ジョーンズ/クリスタル・スカルの王国』（インディ・ジョーンズ/クリスタル・スカルのおうこく、Indiana Jones and the Kingdom of the Crystal Skull）は、2008年のアメリカ合衆国の映画。製作総指揮のジョージ・ルーカスによる原案を基に、スティーヴン・スピルバーグが監督を務めた。出演はハリソン・フォードなど。冷戦時代である1957年を舞台に、考古学者のインディアナ・ジョーンズがクリスタル・スカルを巡りソビエト連邦と争奪戦を繰り広げるアクション・アドベンチャー作品で「インディ・ジョーンズ」シリーズの第4作である。
前作『インディ・ジョーンズ/最後の聖戦』から19年ぶりに公開された作品で、それまでのシリーズから主要なスタッフが続投し製作。評価は否定的な声も挙がるなどまちまちであったが、最終興行収入は全世界で7億8千万ドルとシリーズ最高の興行収入を記録した。

## ストーリー
アメリカでマッカーシズムが吹き荒れた1957年。イリーナ・スパルコ率いる偽装アメリカ陸軍（正体はスパルコ同様、アメリカに潜入していたソ連軍兵士達）に拘束されたインディアナ・ジョーンズと相棒マックは、翌日に近くで核実験が行われるネバダ州のアメリカ軍施設"エリア51"内にある政府の機密物保管倉庫（レイダース/失われたアーク《聖櫃》の最後の場面の軍の倉庫）へ連行されてしまう。
彼らはそこで「1947年にニューメキシコ州ロズウェルで起きた事件」（ロズウェル事件）でアメリカ軍が手に入れた、強い磁気を発する長方形の箱を探すよう、インディに強要する。そしてそこで彼らが見つけたのは、強い磁気で金属を引き寄せる謎のミイラだった。
インディはマックの裏切りに遭いながらも、相手の隙を突き機転を利かせ、何とか彼らの拘束から逃れることに成功し、翌日の昼に近くの町へたどり着く。しかし、そこは軍が核実験の効果を測るために建設した無人の町で、突如実験のカウントダウンを告げるアナウンスが響いた。インディは辛くも鉛が使われた冷蔵庫に閉じこもって難を逃れるのだが、マックとの間柄からFBIから尋問を受け、共産主義者のレッテルを貼られて赤狩りの対象者になってしまった。
スタンフォース教授が辞職すると同時に大学を無期限休職処分になり、「自由の国アメリカ」と呼ばれていた祖国の現状に失望したインディは国外に向かうため列車に乗った。そこにバイクにまたがった謎の青年（マット・ウィリアムズ）が話しかけてくる。彼によると自身の母親（マリオン・レイヴンウッド）がペルーから助けを求めているのだという。マットから旧友オックスの手紙を受け取ったインディはKGBに追われるが何とか逃げ延びる。インディはオックスの手紙を解読し、彼の足取りを追ってマットと共にペルーのナスカへ赴く。
インディたちはオックスの残した手掛かりを元に征服者オレリャーナの墓へ向かい、そこでオックスが隠したクリスタル・スカルを入手する。しかし、墓から出たところで彼らを追跡していたソ連軍に捕えられ、宿営地へ連行される。インディたちはそこで、精神に異常をきたし変わり果てた姿のオックスと再会する。スターリンの意を酌み精神兵器を手に入れようとするイリーナは、マットの母親(実はインディのかつての婚約者マリオン)を人質に、オックスにクリスタル・スカルの本来の安置場所であるアケトーへ案内するようインディに強要する。インディはオックスから情報を引き出し目的地がアマゾン川の流域にあることを突き止める。
イリーナの一行は車列を組み目的地へ出発する。同行させられていたインディたちはソ連兵相手に戦い、クリスタル・スカルを抱えたオックスを連れて逃げ出し目的地へ向かう。インディたちは遺跡の仕掛けを解除し、13体のクリスタルの骸骨が鎮座する部屋へ入る。しかしインディたちに同行していたマックがまたしても裏切って発信器を道中に落としていたため、イリーナ率いる部隊がそこへ到着する。
オックスが抱えていたスカルが首の無いクリスタルの骸骨と一体化すると異変が生じる。遺跡が動きだして異次元に通じるゲートが開きソ連兵たちはゲートに吸い込まれ、異星人の知識を求めるイリーナは膨大すぎる知識に耐えられず消滅する。マックは遺跡内の異星人が収集したと思われる宝物に執着したため逃げ遅れる。インディたちは間一髪脱出に成功する。
その後、アメリカに帰国したインディは大学に復職する。マリオンと結婚式を挙げ、参列していたマットやオックス、スタンフォース教授たちから祝福されるのだった。

## 登場人物
インディアナ・ジョーンズ（ヘンリー・ジョーンズJr.）
演 - ハリソン・フォード
主人公。考古学の教授にして無類の冒険家。行動派であり、学生たちにも「考古学は図書館に籠って本を読むよりも、発掘現場へと赴いて調べることが重要だ」と説く。
マットから「じいさん」呼ばわりされるように既に初老期に入っているが、そのムチさばきや行動力、腕っ節の強さは相変わらずだが身内のせいで必要以上に振り回される不運も健在。考古学の知識ももちろん健在で、この年齢になってもオックスリーの残した謎を楽しそうに解く。
良くも悪くも身内に厳しい一面があり、当初は学校を辞めたマットに「自由に生きればいい」と言っていたが、自分の息子だと知ったとたん「大学へ行け」と教育者らしいことを言う。
マリオン・レイヴンウッド
演 - カレン・アレン
マットの母親。シリーズ第1作『レイダース/失われたアーク《聖櫃》』ではヒロインとして登場した。
結婚式の一週間前に口論からインディと喧嘩別れしてしまったが、既にマットを妊娠していて、インディと別れた後にコリン・ウィリアムズと付き合い結婚した。そのため、マット本人にはインディの事を伝えなかった。
喧嘩別れした後もインディのことは想っていたようで、インディから「君の代わりはいなかった」と言われると態度を軟化させたりした。
物語のラストは、彼女とインディの結婚式で締めくくられた。
マット・ウィリアムズ（ヘンリー・ジョーンズ三世）
演 - シャイア・ラブーフ
今作のインディの相棒役。無理やり母親から入れられた私立学校を中退し、バイクの修理で生計を立てているアウトローな青年。母親から助けを求める電話がかかってきたことから、インディと共に南米ペルーの奥地へと向かう。
実はインディの実の息子。母親からは再婚したコリン・ウイリアムズを父親と聞かされていたため本人はその事を知らされていなかった。
しかし、次回作のインディ・ジョーンズと運命のダイヤルでは、父親のインディと喧嘩して父親への当て付けのためにだと言う理由でベトナム戦争に行き戦死してしまう。
1957年当時の若者らしく、バイクにまたがり、髪をポマードで撫で付けフォールディングナイフを持っている。
ジョージ・マクヘイル（マック）
演 - レイ・ウィンストン
第二次世界大戦中、インディと共にナチスと戦った元MI6の局員。インディを「ジョーンジー（Jonesey）」と呼ぶ。
ポーカーの借金が嵩んだことを理由に、報酬目当てでソ連の二重スパイとなったことから序盤でインディを裏切りスパルコ達に手を貸す。
インディの仲間でありながら、1作目のルネ・ベロック（ナチスと手を組んだ考古学者）や3作目のエルザ・シュナイダー（インディ達・ナチス双方に手を貸す考古学者）のような役回りである。
ハロルド・オックスリー教授（オックス）
演 - ジョン・ハート
インディのシカゴ大学時代の友人で、インディと共に、マリオンの父アブナー・レイヴンウッド教授の元で考古学を学んだ。
3年前に消息を絶ったが、南米でインディと再会。その時には精神に異常をきたしており、一般人には訳の分からない言葉を口ずさんでいたものの、物語終盤で正気に戻った。
当初はインディの父親のヘンリーとして描かれていたが、ショーン・コネリーが出演を断ったため新たに設定された役である。
ディーン・チャールズ・スタンフォース
演 - ジム・ブロードベント
大学の学部長。旧友でもあるインディを心配しており、彼が共産主義者だとして糾弾された際、彼への処分を「無期限休職」に軽減するため辞職した。
イリーナ・スパルコ
演 - ケイト・ブランシェット
当時ソビエト連邦の領土だったウクライナ東部出身。黒髪でボブカットの女性。ソ連軍の大佐にして、KGBのエージェント。
レイピアを用いた剣術の達人である他、「超能力を持つ」と自称し、人間の目を見ればその考えを読むことができるという。
アントニン・ドフチェンコ
演 - イゴール・ジジキン
スパルコの部下でソビエト連邦のエージェント。当時ユーゴスラヴィアの一部だったセルビア出身。潜入したソ連軍の部隊を指揮している。
非常に屈強で、物語中盤でインディと激しい格闘を繰り広げる。
コリン・ウィリアムズ
名前のみ登場。イギリス空軍のパイロットで、マリオンの夫となっていたが、第二次世界大戦で戦死した。

## キャスト
| 役名                     | 俳優                       | 日本語吹き替え  | 日本語吹き替え  |
| 役名                     | 俳優                       | 劇場公開版      | 日本テレビ版    |
| ------------------------ | -------------------------- | --------------- | --------------- |
| インディ・ジョーンズ     | ハリソン・フォード         | 内田直哉        | 村井國夫        |
| イリーナ・スパルコ       | ケイト・ブランシェット     | 本田貴子        | 本田貴子        |
| マリオン・レイヴンウッド | カレン・アレン             | 土井美加        | 土井美加        |
| マット・ウィリアムズ     | シャイア・ラブーフ         | 細谷佳正        | 細谷佳正        |
| ジョージ・マクヘイル     | レイ・ウィンストン         | 松井範雄        | 松井範雄        |
| オックスリー教授         | ジョン・ハート             | 中博史          | 中博史          |
| スタンフォース学部長     | ジム・ブロードベント       | 坂口芳貞        | 坂口芳貞        |
| アントニン・ドフチェンコ | イゴール・ジジキン         | 桐本琢也        | 桐本琢也        |
| ロス将軍                 | アラン・デイル             | 小川真司        | 小川真司        |
| スミス                   | ニール・フリン             | 乃村健次        | 乃村健次        |
| テイラー                 | ジョエル・ストファー       | 根本泰彦        | 根本泰彦        |
| KGBの男                  | ディミトリ・ディアチェンコ | 石住昭彦        | 石住昭彦        |
| KGBの男                  | イリア・ヴォロック         | 小形満          | 小形満          |
| 男客1（殴られた大学生）  | ディーン・グライムス       | 佐藤健輔        | 佐藤健輔        |
| 女客（強打者）           | サーシャ・スピルバーグ     | 雨谷和砂        | 雨谷和砂        |
| 男客2（大学生）          | ブライアン・ナットソン     | 大原崇          | 大原崇          |
| 図書館の学生             | チェット・ハンクス         | 野島健児        | 野島健児        |
| 牧師                     | V・J・フォスター           | 丸山壮史        | 丸山壮史        |
| ロードスターの若者       | アダム・カーリー           | 中川慶一        | 中川慶一        |
| ロードスターの若者       | T・ライアン・ムーニー      | 小松史法        | 小松史法        |
| ロードスターの若者       | アウディ レセンデス        | 東條加那子      | 東條加那子      |
| ロードスターの若者       | ヘレナ・バレット           | 川庄美雪        | 川庄美雪        |
| 核実験のアナウンス       | ？                         | 堀井真吾        | 堀井真吾        |
| その他                   | N/A                        | 山口登 一馬芳和 | 山口登 一馬芳和 |

- 劇場公開版：DVD・BD収録。日本テレビ以外でのテレビ放送や各種配信にも使用。
- 日本テレビ版：初回放送2023年6月30日『金曜ロードショー』21:00-23:24 ※本編ノーカット[4][5]

### 吹き替えに関して
劇場公開版のキャスティングには、オーディションが行われた。インディ演じるハリソン・フォードの吹き替えには、それまでの前3作や東京ディズニーシー内のアトラクションなどで担当した村井國夫は起用されなかった。また、出演者の一人である中博史によると、本作の収録には業界で著名なアジア人責任者が立ち会っており、日本語が分からないことから通訳を通じて演出や監修をしたため、声優や日本側の演出家が苦労する一幕もあったという。
2010年代、シネフィルWOWOWやBSテレビ東京にて、インディ役に村井を起用して新録をする企画があったが、権利元のルーカスフィルムによる「現在保有している吹替え版がベストだと考えている」との理由で許可が下りず断念したという。そのため、吹き替えの新規制作は出来ないものと思われていたが、2023年、村井を起用した日本テレビ版が制作・放送された。
日本テレビ版は、続編『インディ・ジョーンズと運命のダイヤル』の劇場公開日に初放送された。『運命のダイヤル』の吹き替えで村井が起用されたことから本作も村井で録り直されることとなり、劇場公開版からインディの声のみ村井による新録音の音声に差し替えリミックスしたものとなっている。演出を担当した打越領一によると、現状は配信・パッケージ販売などの二次使用は予定されてないという。

## スタッフ
- 監督：スティーヴン・スピルバーグ
- 製作：フランク・マーシャル
- 製作総指揮：ジョージ・ルーカス、キャスリーン・ケネディ
- 原案：ジョージ・ルーカス、ジェフ・ナサンソン
- 脚本：デヴィッド・コープ
- 撮影：ヤヌス・カミンスキー
- 特撮：ILM
- 編集：マイケル・カーン
- 音楽：ジョン・ウィリアムズ
- 衣装デザイン：メアリー・ゾフレス

### 日本語版
| -              | 劇場公開版        | 日本テレビ版        |
| -------------- | ----------------- | ------------------- |
| 演出           | 三好慶一郎        | 打越領一 三好慶一郎 |
| 翻訳           | 岸田恵子          | 岸田恵子            |
| 翻訳監修       | 桑原あつし        | N/A                 |
| 調整           | 山本和利          | 北浦祥子            |
| 録音           | 山本和利          | 大隅慎司            |
| 制作進行       | 筋野茂樹 植田剛司 | N/A                 |
| プロデューサー | N/A               | 向笠啓祐 越山理志   |
| 制作統括       | 岩川勝至          | 北條伸樹            |
| 制作           | 東北新社          | ACクリエイト        |
| 制作           | パラマウント      | 日本テレビ          |

## 地上波テレビ放送履歴
- 備考欄に「〇」表記の場合は本編ノーカット放送。
- 視聴率はビデオリサーチ調べ。関東地区・世帯・リアルタイムでのデータ。

| 回数 | 放送日         | 放送時間    | 放送分数 | テレビ局   | 番組枠             | 吹替         | 視聴率 | 備考       | 出典         |
| ---- | -------------- | ----------- | -------- | ---------- | ------------------ | ------------ | ------ | ---------- | ------------ |
| 1    | 2010年10月17日 | 21:00-23:24 | 144分    | テレビ朝日 | 日曜洋画劇場       | 劇場公開版   | 14.9%  | 〇         | [ 13 ]       |
| 2    | 2012年1月14日  | 21:00-23:30 | 150分    | フジテレビ | 土曜プレミアム     | 劇場公開版   | 14.3%  | 〇         | [ 14 ]       |
| 3    | 2013年9月8日   | 22:00-24:19 | 139分    | テレビ朝日 | 日曜洋画劇場       | 劇場公開版   | 11.9%  |            | [ 15 ]       |
| 4    | 2017年11月18日 | 23:00-25:10 | 130分    | フジテレビ | 土曜プレミアム     | 劇場公開版   | 8.5%   | [ 注釈 6 ] | [ 16 ]       |
| 5    | 2021年11月19日 | 13:00-15:40 | 160分    | テレビ東京 | 午後のロードショー | 劇場公開版   | 2.8%   | 〇         | [ 17 ]       |
| 6    | 2023年6月30日  | 21:00-23:24 | 144分    | 日本テレビ | 金曜ロードショー   | 日本テレビ版 | 8.0%   | 〇         | [ 5 ] [ 18 ] |

## 4K/Blu-ray/DVD
パラマウント ジャパンより4K Ultra HD、Blu-ray Disc、DVDが発売。NBCユニバーサルが販売。
4K Ultra HD、Blu-ray、DVDのインディ・ジョーンズ吹き替えは内田直哉版（5.1ch）を収録。
- 4K
  - インディ・ジョーンズ 4ムービーコレクション 40th アニバーサリー・エディション 4K Ultra HD + ブルーレイ　品番：PJXF-1470　発売日：2021年6月23日
  - インディ・ジョーンズ/クリスタル・スカルの王国 4K Ultra HD+ブルーレイ　品番：PJXF-1568　発売日：2023年6月7日

- Blu-ray
  - インディ・ジョーンズ/クリスタル・スカルの王国 スペシャル・コレクターズ・エディション　品番：PPWB-113608　発売日：2008年11月7日
  - インディ・ジョーンズ/クリスタル・スカルの王国 スペシャル・コレクターズ・エディション【2枚組】　品番：PBH-113608　発売日：2013年12月20日
  - インディ・ジョーンズ/クリスタル・スカルの王国　品番：PJXF-1035　発売日：2016年7月22日
- DVD
  - インディ・ジョーンズ/クリスタル・スカルの王国 スペシャル・コレクターズ・エディション　品番：PQF-113608　発売日：2009年6月26日
  - インディ・ジョーンズ/クリスタル・スカルの王国 スペシャル・エディション　品番：PQA-113608　発売日：2011年4月28日
  - インディ・ジョーンズ/クリスタル・スカルの王国　品番：PJBF-1111　発売日：2016年7月22日

## 製作

### 企画
1970年代後半、ジョージ・ルーカスとスティーヴン・スピルバーグは配給元のパラマウント・ピクチャーズと「インディ・ジョーンズ」シリーズを5作公開する契約を結んだが、ルーカスの当初の構想やスピルバーグの意向で、前作の『インディ・ジョーンズ/最後の聖戦』をもってシリーズは三部作として一旦完結していた。
ルーカスはその後、代わりにテレビシリーズ『インディ・ジョーンズ/若き日の大冒険』を製作。1992年12月、その1エピソードでハリソン・フォードがインディ役を再演した際に、ルーカスは1950年代を舞台に年老いたインディが活躍する映画の公開するアイデアを思いつく。一方でスピルバーグは、三部作を制作後「将来は映画製作者として成熟するだろう」と考えており、「仮に続編を製作するにしても、役職は単なるプロデューサーの一人になるだろう」と思っていたという。
2000年、フォード、ルーカス、スピルバーグ、製作のフランク・マーシャル、その妻のキャスリーン・ケネディは、アメリカン・フィルム・インスティテュートのイベントで再会。「再びインディ・ジョーンズの映画を作る経験を楽しみたい」と新作を作ることを決めた。また、スピルバーグはこの頃『A.I.』や『マイノリティ・リポート』、『ミュンヘン』など比較的暗い作風の映画を監督することが決まっており、息抜きの意味もこめて明るい作風であるこのシリーズの再開に賛成したという。
その後、スピルバーグとルーカスの他に、音楽のジョン・ウィリアムズ、製作のマーシャル、音響効果のベン・バート、編集のマイケル・カーン、VFXはILMなど主要スタッフの続投が決まった。

### 脚本
ルーカスはアイデアを思いついた当初から、SFのB級映画を基にした「エイリアンをプロットにする」という考えを持ち親しいスタッフに話していたが、インディ役のハリソン・フォード、スピルバーグから共に反対をうけている。その後、製作決定前の1996年3月に、ジェフリー・ボームによる初稿といえる脚本が一旦完成していた。
脚本は、スピルバーグが反対したエイリアンの登場もあった。エイリアンに拘りをもったルーカスは、「エイリアンは『地球外生命体』ではなく『別次元の存在』である」と話しスピルバーグを説得、ここから超弦理論を出すインスピレーションが登場した。スピルバーグとルーカスはその後もエイリアンに関して議論した結果、ルーカスによってエイリアンでなくクリスタル・スカルを物語を根底に置くこととなる。また、ルーカスとスピルバーグは、1950年代の時代設定は冷戦を無視できないと考え、『シンドラーのリスト』監督後のスピルバーグによる「ナチスを風刺することはできない」との判断もあり、それまでのシリーズ中2作での「ナチス・ドイツが悪役」という設定をやめ、ソビエトを悪役とすることにした。
2002年公開を目指し、最初はM・ナイト・シャマランが脚本を書くため雇われた。しかし、彼はファンである本シリーズの続編を書くプレッシャーに圧倒され降板。その後、フランク・ダラボンによって「1950年代を舞台に、元ナチスがインディを追う」という内容の脚本が書かれスピルバーグがそれを気に入ったが、ルーカスは「脚本に問題がある」と自分で脚本を書くことを主張したため降板。2005年秋にジェフ・ナサンソンによるドラフトが完成し、その後デヴィッド・コープによる最終脚本が完成した。

### キャスティング
インディアナ・ジョーンズ役は、ハリソン・フォードが続投。『レイダース/失われたアーク《聖櫃》』のカレン・アレンが27年ぶりにシリーズ再出演した。
インディの相棒であり息子であるマット・ウィリアムズ役には、『穴/HOLES』での演技に感銘を受けたスピルバーグによって、シャイア・ラブーフが起用された。
当初はインディの父であるヘンリー役の登場も予定され、ヘンリーを演じたショーン・コネリーにも出演オファーがあった。だが、既に引退状態で隠居生活を楽しんでいたコネリーは、悩んだ末に出演しないことを発表。後に「この物語でのヘンリーはそれほど重要な役割では無い」と感じ辞退したことを明かし、またコネリーの提案からヘンリーは死亡したと脚本が変更され、額に入った写真のみの出演となった。
マーカス・ブロディを演じたデンホルム・エリオットは1992年に死去しており、銅像や肖像画での登場となった。また、彼の演じたブロディの後継者としてチャールズ・スタンフォース学部長の登場が決まり、ジム・ブロードベントが演じている。
前3作全てに屈強な男の役で出演していたパット・ローチは2004年に亡くなっていた。そのため、彼に代わる屈強な軍人アントニン・ドフチェンコを登場させ、それはイゴール・ジジキンが演じることになった。

### 撮影
撮影監督は、前3作のダグラス・スローカムから『シンドラーのリスト』以降のスピルバーグ作品を全て手がけたヤヌス・カミンスキーに交替。「コミックのような前3作のルックスを変えたくない」というスピルバーグの意向を請け、カミンスキーは常套の撮影スタイルを封印し、前3作のテイストを研究することになった。
前3作と異なり、スピルバーグの「家族から離れたくない」との意向から、ロケを含めた撮影は全てアメリカ国内で行うこととなった。
HD24Pの導入など映画撮影の電子化を推進して来たルーカスに対する「フィルムによる撮影・編集」を旨とするスピルバーグの意向は、従来通りスコープ・サイズのフィルム撮影＋デジタル・インターミディエイトを採用して解決。前3作はフィルムのデジタル修復・修正が行われたほどだが、撮影以後のデジタルプロセッシングはもちろんシリーズ中初めてとなった。

### 音楽
ジョン・ウィリアムズが作曲・指揮を担当、サウンドトラックアルバムは、2008年5月20日に発売された。

### エピソード
今作は東京ディズニーシーにあるアトラクション『インディ・ジョーンズ・アドベンチャー：クリスタルスカルの魔宮』とは一切関連がない。
インディに子供がいるというアイデアは『インディ・ジョーンズ/若き日の大冒険』からあり、当時は13歳の娘にする予定だった。だが製作中、このアイデアにスピルバーグは自身が監督した『ロスト・ワールド/ジュラシック・パーク』と似すぎていると感じたために、息子へ変更された。また、息子をオタクにするというアイデアもあったが、ルーカスはそれを拒否し、1953年の映画『乱暴者』のマーロン・ブランドをモデルにしたキャラクターとなった。
スピルバーグは制作開始前、「前3作との一貫性を維持するため、特殊効果にCGはほとんど使わない」と述べていたが、結局は予想よりもはるかに多い、約450の場面でCGが使われた
。
総制作費は1億8500万ドルとなった。これは制作費が安いことで知られるスピルバーグ監督作品において、過去最高額の制作費である。

## オマージュ

### シリーズからのオマージュ
- 映画の冒頭はシリーズ共通のイメージである、パラマウントのロゴマークと実景とのオーバーラップで始まる。
- 保管庫からインディが逃げ出す際、壊れた木箱から『レイダース/失われたアーク《聖櫃》』に登場した聖櫃が顔をのぞかせている。
- マットが名乗った際インディが「犬みたいな名前」と言いマットが「自分で付けた」と語るが、これはインディが普段名乗っている『インディアナ』は父親に本名の「ジュニア（ヘンリー・ジョーンズ Jr.）」と呼ばれることを嫌い、自分で飼い犬の名前を取って付けたという設定の再現。また、マット（息子）がインディ（父親）に「ジュニア」と呼ばれることを嫌うこともオマージュになっている。
- マリオンとインディが最初に出会う際、マリオンが言う「インディアナ・ジョーンズ…」のセリフの口調は、『レイダース/失われたアーク《聖櫃》』でマリオンとインディが出会ったときにマリオンが言った「インディアナ・ジョーンズ…」のセリフと同じイントネーションで再現されている。
- 図書館に迷い込むシーンにて、インディが居合わせた学生たちに「図書館なんかに真理は無いぞ」「真理は現場にある」と言う台詞があるが、これは19年前の前作『最後の聖戦』での講義中に「真理は図書館にある」「宝の地図のX印を掘って宝が出たためしは無いのだ」と生徒に説いていた台詞に対応しており、過去3作での経験を踏まえてわざと全く逆のことをしゃべらせている。
- また図書館の前のシーンでKGBの車両がブロディの銅像に激突、首が取れるときに、マットは笑うがインディは無表情である。これは『最後の聖戦』のインディと父ヘンリーの父子描写の再現となっている。

### ルーカス作品からのオマージュ
ハリソン・フォードが出演したジョージ・ルーカスからのオマージュもみられる。
- 本作の終盤でインディが「嫌な予感がする（I've got a bad feeling about this.）」と言っているが、これはルーカスの代表作「スター・ウォーズシリーズ」で毎回登場するシリーズお馴染みのセリフで、ハリソン・フォードが演じたハン・ソロは『エピソード4/新たなる希望』でデス・スター内のゴミ処理施設内と、『エピソード6/ジェダイの帰還』でイウォークに捕まってC-3POへの供え物として丸焼きにされかけた時に発している。
- 冒頭、偽装アメリカ陸軍にスピードレースをけしかける若者たちは、『アメリカン・グラフィティ』へのオマージュである。

### 他作品からのオマージュ
- バック・トゥ・ザ・フューチャーシリーズの脚本で知られるボブ・ゲイルによれば、ジョーンズが核実験場で冷蔵庫に入るのはバック・トゥ・ザ・フューチャーの初期脚本が基になっているという。初期脚本ではタイムマシーンはデロリアンではなく冷蔵庫を改造したものでそのエネルギー源が核爆弾という設定であった。

## 評価
本作は否定的な評価が多い。これは、19年ぶりの新作ということに対するファンからの期待値の高さも影響しているとされる。
ロジャー・イーバートは、「『最後の聖戦』と同じ古さだ」と高い評価をし、「私が作品に求めるのは間抜けなアクションです。人食いアリ、高速ジープの後ろでバランスのとれた2人の剣の戦い、金の洞窟、凶悪なファム ファタール、3つの滝の落下、空飛ぶ円盤、たくさんのサルと、それがたくさんあった」と述べている。エンパイア誌のデイモン・ワイズはCGの使用を批判したが、フォードの演技を称賛した。
AP通信によると、本作の試写会に参加したシリーズのファンからは「敬意を表する」が「熱烈とはほど遠い」歓迎を受けていたといい、「定型的な高評価の言葉を述べながらも、19年間新作を待った価値はないと言う人もいた」という。
本作に落胆した一部のファンによって、映画シリーズがピークを過ぎてつまらなくなったことを意味する「nuking the fridge」（冷蔵庫を核攻撃する）というフレーズが生みだされた。これは、本作でインディが冷蔵庫に隠れることによって核爆発から逃れるシーンから来ている。
シャイア・ラブーフは、2010年9月に行ったインタビューで「人々に愛されている名作を失敗させてしまった。脚本家やスティーヴン・スピルバーグ監督のせいにすることもできるけど、与えられたものをよく見せるのが俳優の仕事。僕はそれができなかった。ハリソンとも話したけど、彼も出来栄えには満足していなかったよ」と語っている。その後、ハリソンはこの発言について言及し「あいつはとてつもないバカだと思う。俳優は出演した映画を支持するのが義務だ。シャイアは野心的で、注意深く、才能のあるヤツで、自分の置かれている立場でどう対処するかを学んでいるところなんだ」と、シャイアの若さゆえの失言と考えている趣旨のコメントをした。

### 受賞・ノミネート
| 賞             | 部門                   | 対象                                  | 結果       | 出典   |
| -------------- | ---------------------- | ------------------------------------- | ---------- | ------ |
| 第29回ラジー賞 | 最低リメイク及び続編賞 | N/A                                   | 受賞       | [ 42 ] |
| サターン賞     | SF映画賞               | N/A                                   | ノミネート | [ 43 ] |
| サターン賞     | 監督賞                 | スティーヴン・スピルバーグ            | ノミネート | [ 43 ] |
| サターン賞     | 主演男優賞             | ハリソン・フォード                    | ノミネート | [ 43 ] |
| サターン賞     | 助演男優賞             | シャイア・ラブーフ                    | ノミネート | [ 43 ] |
| サターン賞     | 衣装デザイン賞         | メアリー・ゾフレス                    | 受賞       | [ 43 ] |
| サターン賞     | 特殊効果賞             | パブロ・ヘルマン ダニエル・サディック | ノミネート | [ 43 ] |

- 映画館大賞「映画館スタッフが選ぶ、2008年に最もスクリーンで輝いた映画」第34位

### 興行収入
北米では5月22日に4260館で公開され、23日には3100万ドルを記録。これはメモリアルデイの週末に公開された作品の中で歴代3位に入る金曜日記録でもある（1位は『X-MEN:ファイナル ディシジョン』の4510万ドル、2位は『パイレーツ・オブ・カリビアン/ワールド・エンド』の4290万ドル）。初登場1位を記録し、6月29日には3億ドルを突破した。
日本では6月21日に789館で公開され、初動興行収入は14億円（先行上映も含まれる）で初登場1位を記録した。日本での最終興行収入は57.1億円で、これは2008年の夏の洋画・2008年全体の洋画において1位である。
最終興行収入は全世界で7億8千万ドルとなった。これは『インディ・ジョーンズ』シリーズでは最高の興行収入である。